# Air Niugini
A Air Niugini é uma companhia aérea da Papua Nova Guiné, sendo a maior do país.

## Frota

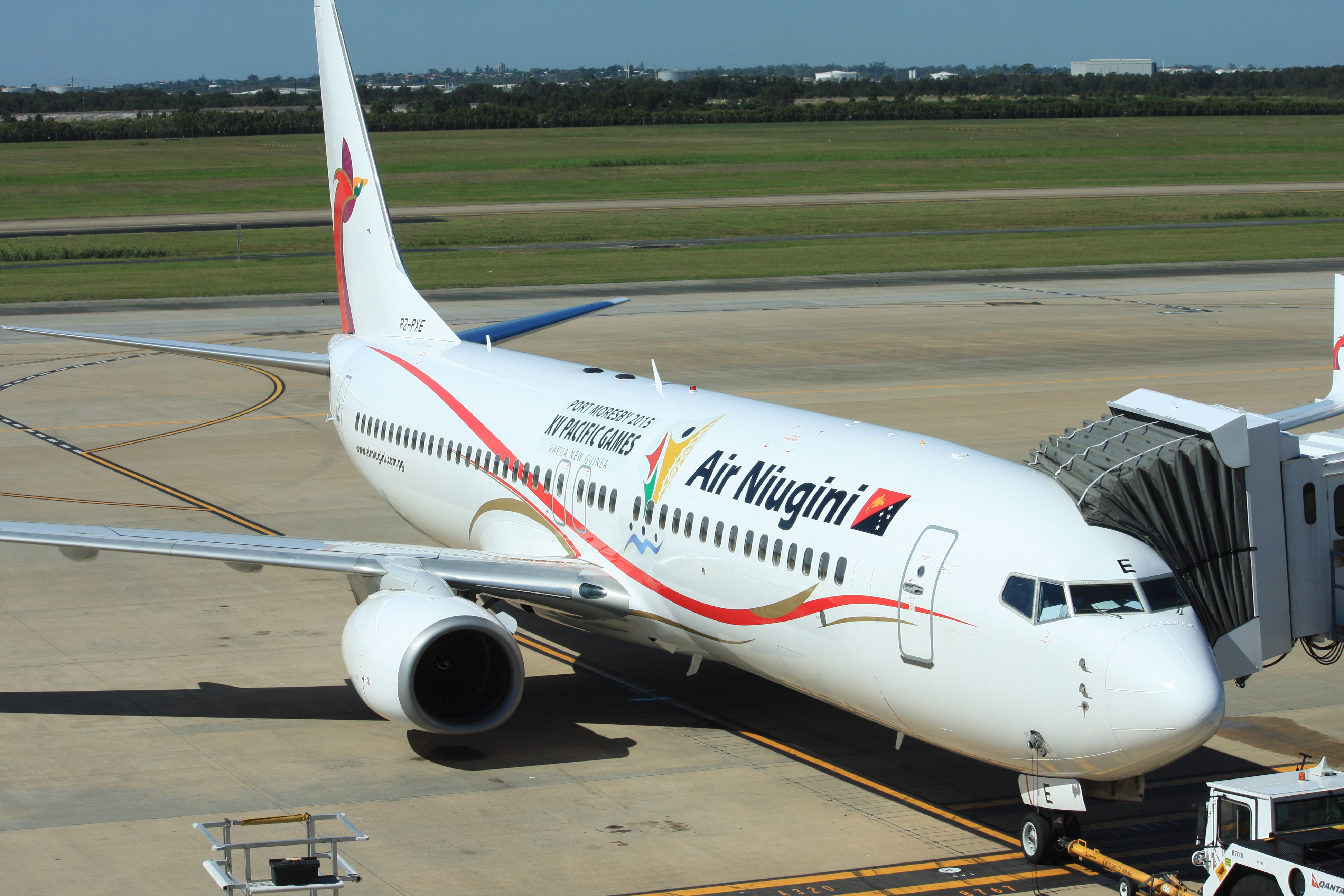
Boeing 737-800 da Air Niugini. Esta mesma aeronave (P2-PXE) se acidentou ao tentar pousar na Micronésia, no dia 28 de Outubro de 2018. Não houve feridos

Em novembro de 2016.
- 1 Boeing 737-700
- 2 Boeing 737-800
- 2 Boeing 767-300ER
- 1 Bombardier Dash 8-Q400
- 5 Fokker 70
- 7 Fokker 100